# Pinkamindszent
Pinkamindszent (em alemão: Allerheiligen) é um município da Hungria, situado no condado de Vas. Tem 11,01 km² de área e sua população em 2015 foi estimada em 156 habitantes.